# Монсу Дезидерио
Монсу́ Дезидерио (итал. Monsù Desiderio) — коллективный псевдоним, под которым в историю мирового искусства вошли художники из Лотарингии Франсуа де Номе и Дидье Барра.

## Биография и творчество

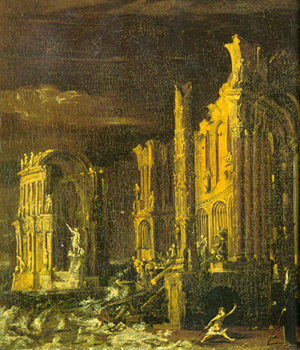
Монсу Дезидерио.
Падение Атлантиды

Оба художника родились в Меце, в первой половине XVII века поселились в Неаполе, где и работали до конца жизни. Прославились изображением руин, фантастических городов и сновиденных сооружений, которые привлекли позже внимание сюрреалистов (Бретон, Кайуа).

## Наследие
В 2004—2005 годах в Меце прошла большая выставка работ Монсу Дезидерио, сделавшая их достоянием широкой публики.